# Härja församling
Härja församling var en församling i Skara stift och i Tidaholms kommun. Församlingen uppgick 2010 i Hökensås församling. 

## Administrativ historik
Församlingen har medeltida ursprung.
Församlingen var till 1638 annexförsamling i pastoratet Sandhem, Utvängstorp och Härja som till 1548 även omfattade Mossebergs församling. Från 1638 till 19 mars 1691 var den moderförsamling i pastoratet Härja, Ettak och Suntak för att därefter till 1962 vara annexförsamling i pastoratet Sandhem, Härja, Utvängstorp och Nykyrka. Från 1962 till 1998 var den annexförsamling i pastoratet Daretorp, Velinga och Härja för att därefter till 2010 ingå i Tidaholms pastorat. Församlingen uppgick 2010 i Hökensås församling.

## Kyrkor
- Härja kyrka